# 1900-as évek
Évszázadok: 19. század · 20. század · 21. század
Évtizedek: 1850-es évek · 1860-as évek · 1870-es évek · 1880-as évek · 1890-es évek · 1900-as évek · 1910-es évek · 1920-as évek · 1930-as évek · 1940-es évek · 1950-es évek
Évek: 1900 · 1901 · 1902 · 1903 · 1904 · 1905 · 1906 · 1907 · 1908 · 1909

## Tudomány és technika
- a Wright fivérek (Orville és Wilbur) kísérletei a repüléssel
- népszerűvé válik és elterjed Edison fonográfja
- Az Amerikai Egyesült Államokban létrejön a Ford Motor Company, legördülnek az első Ford T-modellek a futószalagról, megkezdődik az automobil feltartóztathatatlan terjedése

## Háború és politika
- az imperializmus időszakának a kezdete
- francia-angol egyezmény, az Entente Cordiale, azaz az antant, mely két világháborún keresztül meghatározza a szövetségesi viszonyokat

## Kultúra és művészet
- Európában a szecesszió kora, ugyanakkor a kubizmus létrejöttének időszaka.
- Létrejönnek az első filmgyártó cégek, terjednek a mozik.

## Vallás
1900-ban fejezték be Casciai Szent Rita szentté avatását.

## Események és irányzatok
- a Panama-csatorna építése

## A világ vezetői
- Ferenc József császár és király (Osztrák-Magyar monarchia)
- Thomas Woodrow Wilson elnök (USA)
- II. Vilmos császár (Németország)
- II. Miklós cár (Oroszország)
- Theodore Roosevelt (USA)